# Muara Lematang
Muara Lematang is een bestuurslaag in het regentschap Muara Enim van de provincie Zuid-Sumatra, Indonesië. Muara Lematang telt 1129 inwoners (volkstelling 2010).